# Clifford Mulenga
Clifford Mulenga (Kabompo, 5 de agosto, 1987) é um futebolista da Zâmbia.

## Carreira
Mulenga integrou a Seleção Zambiana de Futebol que disputou o Campeonato Africano das Nações de 2012.
Zambia
- Campeonato Africano das Nações: 2012

## Títulos

### Zâmbia
- Melhor jogador jovém da CAF : 2007